# Gentiana tetraphylla
Gentiana tetraphylla är en gentianaväxtart som beskrevs av Kusnezow.. Gentiana tetraphylla ingår i släktet gentianor, och familjen gentianaväxter. Inga underarter finns listade i Catalogue of Life.